# یلو ایر تاکسی
یلو ایر تاکسی (به انگلیسی: Yellow Air Taxi) یک شرکت هواپیمایی با کد یاتا Y0 است که در ۲۰۰۳ میلادی تأسیس شده‌است. دفتر مرکزی یلو ایر تاکسی در فورت لادردیل، فلوریدا واقع شده‌است و قطب این شرکت هواپیمایی در فرودگاه بین‌المللی فورت لادرداله – هالی‌وود قرار دارد و به ۴ مقصد، پرواز انجام می‌دهد.